# Jing Ke

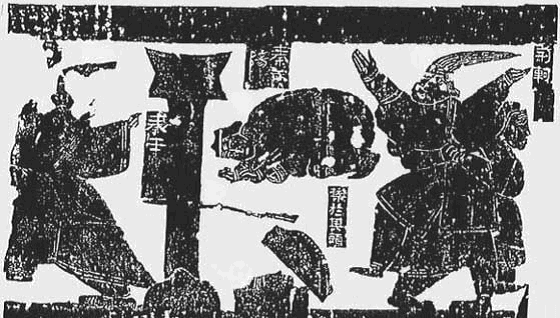
Das Attentat auf den Kaiser, dargestellt in einer Wandmalerei aus der Zeit der Han-Dynastie

Jing Ke († 227 v. Chr.; chinesisch 荊軻, Pinyin Jīng Kē, W.-G. Ching K’o) war eine Person der alten chinesischen Geschichte und ist heute noch bekannt durch sein gescheitertes Attentat auf den Ersten Kaiser Chinas Qin Shihuangdi. Seine Geschichte wird erzählt im Kapitel „Biografie der Attentäter“ (刺客列傳) in Sima Qians Geschichtswerk Shiji.
Jing Ke stammte aus dem Staat Wei (衛), führte aber ein Vagantenleben. Im Staat Yan freundete er sich mit dem Hundeschlächter Gao Jianli an und verbrachte mit ihm zusammen die Tage mit Trinken und Spielen.
Dan, ein Freund von Zheng (dem späteren Qin Shihuangdi), sah sich durch die Armee Qins bedroht und beschloss, Zheng zu töten. Tian Guang, ein Freund Jing Kes, empfahl Dan, das Attentat durch Jing Ke ausführen zu lassen. Jing Ke überredete den in Ungnade gefallenen Qin-General Fan Yuqi, der bei Dan Zuflucht gesucht hatte, Suizid zu begehen, damit er Fans Kopf an König Zheng ausliefern könnte.
Mit dem abgeschlagenen Kopf und einer Landkarte des Staates Yan erhoffte sich Jing Ke Zugang zu Zheng. Auf seinem Weg in die Qin-Hauptstadt rief Jing Ke seinen Freunden die berühmten Worte “风潇潇兮，易水寒，壮士一去不复返” (deutsch: „Trotz schneidenden Windes und eiskalten Wassers setzt der Held über und kehrt nicht um“) zu.
Mit der Landkarte, in der Qin Wuyang einen vergifteten Dolch versteckt hatte, und dem Kopf des Generals Fan Yuqi erhielt Jing Ke eine Audienz bei König Zheng. Als Qin Wuyang nervös wurde, nahm sich Jing Ke die Karte und präsentierte sie König Zheng. Bei dieser Gelegenheit griff er zum Dolch und stach auf den König ein, verfehlte ihn aber und riss ihm nur einen Ärmel ab. Zheng griff zu seinem Schwert, aber es war eine überlange Zeremonialwaffe, die er nicht aus der Scheide bekam. So wurde er von Jing Ke durch die Audienzhalle getrieben, bis es ihm gelang, das Schwert zu ziehen. Nun stach er acht Mal auf Jing Ke ein, der in letzter Verzweiflung seinen Dolch auf den König warf, der aber in einer Säule stecken blieb.
Keiner seiner Untertanen kam dem König anfänglich zu Hilfe, weil es strengstens verboten war, den Thronbereich ohne ausdrücklichen Befehl des Königs zu betreten und auch weil – auf Grund seines Verfolgungswahns – keiner in seiner Umgebung eine Waffe tragen durfte. Letztlich war es der Leibarzt, der Jing Ke mit seinem Medikamentensack niederstreckte. Da endlich griff die Leibwache ein und tötete Jing Ke.

## Verfilmung
Der chinesische Film „Der Kaiser und sein Attentäter“ aus dem Jahr 1999 mit Gong Li in einer Hauptrolle baut auf diesem Bericht aus dem Shiji auf.